# Wikimania
Викиманија је конференција за кориснике вики пројеката Задужбине Викимедије. Прва конференција је одржана у Франкфурту, Њемачка, од 5. до 7. августа 2005; други пут од 4. до 6. августа 2006, у Кембриџу, Масачусетс, САД; трећа конференција од 3. до 8. августа 2007, у Тајпеју, Тајван; и четврта конференција одржана је у Александрији, Египат од 17. до 19. јула 2008. Теме презентација и расправа укључују пројекте Задужбине Викимедије, друге вики, софтвер отвореног кода и слободан садржај.
| Конференција    | Лого/Банер | Датум                | Мјесто                            | Континент       | Посјећеност         |
| --------------- | ---------- | -------------------- | --------------------------------- | --------------- | ------------------- |
| Викиманија 2005 |            | 5. - 7. август 2005. | Франкфурт, Њемачка                | Европа          | 380                 |
| Викиманија 2006 |            | 4. - 6. август 2006. | Кембриџ, Масачусетс, САД          | Северна Америка | 400                 |
| Викиманија 2007 |            | 3. - 5. август 2007. | Тајпеј, Република Кина на Тајвану | Азија           | 440                 |
| Викиманија 2008 |            | 17 - 19. јул 2008.   | Александрија, Египат              | Африка          | 650                 |
| Викиманија 2009 |            | 26. - 28. јул 2009.  | Буенос Ајрес, Аргентина           | Јужна Америка   | 559                 |
| Викиманија 2010 |            | 9. - 11. јул 2010.   | Гдањск, Пољска                    | Европа          | око 500             |
| Викиманија 2011 |            | 5. - 7. август 2011. | Хаифа, Израел                     | Азија           | 720                 |
| Викиманија 2012 |            | 12 - 15. јул 2012.   | Вашингтон, САД                    | Северна Америка | 1,400               |
| Викиманија 2013 |            | 7 - 11. август 2013. | Хонгконг, НР Кина                 | Азија           | нема података       |
| Викиманија 2014 |            | 6 - 10. август 2014. | Лондон, Уједињено Краљевство      | Европа          | (најављени догађај) |
| Викиманија 2015 |            | 15 - 19. јул 2015.   | Мексико Сити, Мексико             | Северна Америка |                     |
| Викиманија 2016 |            | 21 - 28. јун 2016.   | Езино Ларио, Италија              | Европа          |                     |
| Викиманија 2017 |            | 9 - 13. август 2017. | Монтреал, Канада                  | Северна Америка |                     |

## Галерија
- Викиманија 2007.
- Викиманија 2008.
- Викиманија 2009.
- Викиманија 2010.